# Jane Krakowski
Jane Krakowski (rozená Krajkowski; narozena 11. října 1968 Parsippany, New Jersey) je americká herečka, komička a zpěvačka. Je známá především díky hlavní roli Jenny Maroneyové v satirickém komediálním seriálu stanice NBC Studio 30 Rock (2006–2013, 2020), za kterou získala čtyři nominace na cenu Primetime Emmy za vynikající herečku ve vedlejší roli v komediálním seriálu. Mezi její další významné televizní role patří Elaine Vassalová v právnickém komediálně-dramatickém seriálu Ally McBealová (1997–2002) společnosti Fox a Jacqueline Whiteová v komediálním seriálu Unbreakable Kimmy Schmidt (2015–2020) společnosti Netflix. Za posledně jmenovaný seriál získala další nominaci na cenu Primetime Emmy za vynikající herečku ve vedlejší roli v komediálním seriálu.
Ve filmu Krakowski debutovala rolí sestřenice Vicki Johnsonové v road komedii National Lampoon's Vacation (1983), po níž následovaly role ve filmech The Flintstones in Viva Rock Vegas (2000), Doba ledová (2002), Alfie (2004), Lovecká sezóna (2006), Pixely (2015) a The Willoughbys (2020).
Krakowski pravidelně vystupuje na divadelních prknech, za svůj výkon v broadwayském obnoveném představení Nine (2003) získala cenu Tony za nejlepší ženský herecký výkon v muzikálu a také nominace na cenu Tony za filmy Grand Hotel (1989) a She Loves Me (2016). Cenu Laurence Oliviera za nejlepší ženský herecký výkon v muzikálu získala za svůj výkon v obnovené inscenaci Guys and Dolls (2005) ve West Endu.